# Verizon Wireless Center
Das Verizon Wireless Center (früher Midwest Wireless Civic Center und Alltel Center) ist ein Veranstaltungszentrum in Mankato, Minnesota. Es bietet eine der größten Sport- und Konzerthallen im südwestlichen Minnesota und ist Heimspielstätte der Mavericks, dem College-Eishockeyteam der Minnesota State University, Mankato. 
Das Center wurde für rund 20 Millionen US-Dollar erbaut und am 5. Februar 1995 eröffnet. Die Namensrechte erhielt die regionale Telefongesellschaft Midwest Wireless. Nach der Übernahme durch Alltel wurde die Arena im Juli 2007 in Alltel Center umbenannt. 2009 erhielt es seinen heutigen Namen. Verizon Wireless zahlt für die Namensrechte jährlich 110.000 US-Dollar. Zu dem Center gehört die Arena, welche hauptsächlich für Sportveranstaltungen und Konzerte genutzt wird. Neben regelmäßigen Eishockeyveranstaltungen, bei denen die Eisfläche internationaler Größe entspricht, finden auch Wrestling- und Monstertruckevents dort statt. Zusätzlich gibt es in dem Gebäude einen Fest- und Ausstellungssaal, eine historische Reception Hall und verschiedene Konferenzräume.